# (17374) 1981 EF4
A (17374) 1981 EF4 a Naprendszer kisbolygóövében található aszteroida. Schelte J. Bus fedezte fel 1981. március 2-án.